# Sabik
Sabik (von arabisch سابق, DMG sabīq ‚vorausgehend‘) ist die Bezeichnung des Sterns Eta Ophiuchi (η Ophiuchi) im Sternbild Schlangenträger. Sabik hat eine scheinbare Helligkeit von +2,43 mag und gehört der Spektralklasse A2 an. Die Entfernung von Sabik beträgt nicht ganz 90 Lichtjahre (Hipparcos Datenbank).